# Spodnje Gameljne
Spodnje Gameljne – wieś w Słowenii, w gminie miejskiej Lublana. W 2018 roku liczyła 598 mieszkańców. 